# Islote Pengjia
Islote Pengjia (en chino: 彭佳嶼; también conocido como Agincourt, Islote Dashihshan, Islote Chaolai o Islote Pengchia) es un islote situado al norte de Taiwán. Se encuentra bajo control militar y por lo tanto no se puede visitar. En 2002, había cerca de 40 personas viviendo en la isla.
Posee un área de aproximadamente 114 hectáreas (1,14 kilómetros cuadrados), la mayor elevación alcanza los 168 metros.